# يو إف سي 129
يو إف سي 129: سانت بيير ضد شيلدز (بالإنجليزية: UFC 129: St-Pierre vs. Shields) هو حدث لفنون القتال المختلطة نظمته يو إف سي، أُقيم في 30 أبريل 2011، على سسس في تورنتو، أونتاريو، كندا.